# Adalberto Guerra
Adalberto Guerra García (12 gennaio 1969) è un ex giocatore di calcio a 5 cubano.

## Carriera
Soprannominato "Pillin", Guerra ha disputato tre campionati mondiali e altrettanti CONCACAF Futsal Championship con la nazionale cubana.